# Bracon hemiflavus
Bracon hemiflavus är en stekelart som beskrevs av Szepligeti 1901. Bracon hemiflavus ingår i släktet Bracon och familjen bracksteklar. Inga underarter finns listade.